# Famille Benyovszky
La famille Benyovszky de Benyó et Urbanó (en hongrois : benyói és urbanói Benyovszky család) est une ancienne famille de la noblesse hongroise.

## Origines
Les ancêtres de la famille émigrent du royaume de Hongrie en Pologne sous le règne du roi Charles Robert de Hongrie, au XIVe siècle, en raison de leurs liens familiaux avec Felicien Záh (hu), du clan Záh, important magnat, ispán de Trencsén et familier du roi qu'il tente d'assassiner à Visegrád en 1330 pour venger l'affront fait à sa fille qui a été séduite par le prince Casimir, sœur de d'Élisabeth de Pologne, reine consort de Hongrie. Les frères Benjámin et  Urbán reviennent en Hongrie sous le règne de Sigismond. Ils participent et se distinguent lors de la bataille de Nicopolis en 1396. Le souverain les récompense par des terres le long de la Váh, en Haute-Hongrie, et les réintègre au sein de la noblesse hongroise. Benjámin est ainsi à l'origine de la famille Benyovszky tandis que son frère est à l'origine de la famille Urbanovszky. Cette dernière s'éteint par la suite et György Benyovszky reçoit en 1566 la confirmation de la succession Urbanovszky de la part roi Maximilien de Hongrie et le don des domaines de Urbanó et de Benyó (dans l'actuelle commune slovaque de Maršová-Rašov), dont la toponymie découle directement des deux noms de familles. Le titre de comte (1776, 1793) est repris plus tard (1902) par la branche subsistante.

## Membres notables
- Pál Benyovszky (1669-1729), juge des nobles (szolgabíró) du comitat de Poszony, père de Sámuel Benyovszky.
- Paul de Benyó (-1704), écuyer, capitaine à la création du premier régiment de hussards levé par le colonel-baron de Corneberg en 1692, commandant de hussards au service du roi de France, tué à la bataille de Höchstädt (1704), père de Guy de Benyó
- Guy de Benyó (1696-1778), ancien houzard de Rattzky et Verseilles passé par « lettre de passe » dans Berchény en qualité de cornette en 1722, capitaine au régiment de hussards de Berchény avec rang de lieutenant-colonel, chevalier de l'Ordre royal et militaire de Saint-Louis, commandeur de l'Ordre de Saint-Lazare, commandant des ville et château de Bar-le-Duc de 1757 à 1777
- Pál Benyovszky (hu) (1696–1743), professeur jésuite, supérieur du monastère de Pozsony (rendházfőnök).
- Sámuel Benyovszky (1703-1760), colonel de hussard dans l'armée autrichienne, père du suivant.
- comte Maurice Beniowski (1746-1786), aventurier, explorateur, écrivain et officier supérieur, il fut notamment roi de Madagascar. Il reçoit en Hongrie le titre de comte (1776).
- comte Emanuel Benyovszky (1758-1799), colonel. Titré comte en 1793.  Frère du précédent.
- Ferenc (Francis) Benyovszky (-1789), frère des précédents ; servit comme officier aux Caraïbes et fut l'adjoint du major Jean Ladislas Polerecky, commandant des Hussards Bleus de la cavalerie française supervisant la reddition britannique à Yorktown en 1781 ; mourut en Amérique.
- Sámuel Benyovszky (hu) (1744-1790), avocat, procureur du roi.
- comte Zsigmond Benyovszky (hu) (1798–1873), publiciste et universitaire hongrois, il est membre de l'Académie hongroise des sciences.
- Lajos Benyovszky (hu) (1824–1908), avocat, docteur en droit, important propriétaire foncier.
- comte Sándor Benyovszky (hu) (1838–1913), homme politique et voyageur hongrois.
- comte Rudolf Benyovszky (hu) (1874–1954), ingénieur agronome, lieutenant de lancier et parlementaire hongrois.
- comte Rudolf Benyovszky (hu) (1874-1955), avocat, violoniste et compositeur. Également peintre, il expose dans différentes galeries de Budapest et de Bratislava. La Galerie nationale slovaque conserve notamment quatre de ses œuvres.
- Károly Benyovszky (hu) (1886-1962), écrivain et historien du théâtre.
- István Benyovszky (hu) (1898-1969), Artiste peintre et graphiste hongrois.

## Pour approfondir